# Elisa Groppi
Elisa Groppi (Triëst (Italië), 11 december 1984) is een Belgisch marxistisch politica voor de  PTB.

## Levensloop
Groppi is afkomstig uit Italië. Ze volgde een opleiding tot lerares in het lager onderwijs aan de hogeschool en voltooide in 2012 een bijkomende lerarenopleiding aan de ULB. Beroepshalve werd ze lerares in een lagere school in Schaarbeek en werd actief bij de vakbond CSC Onderwijs. Ook werd ze actief als klimaatactiviste bij Teachers for Climate. Tijdens haar studententijd was ze actief binnen Comac, de studentenbeweging van de PVDA-PTB. Ze werd vervolgens politiek actief voor deze partij en werd verantwoordelijke voor de cel onderwijs in de Brusselse afdeling van de PVDA-PTB.
Bij de verkiezingen van mei 2019 werd Groppi voor de PVDA-PTB verkozen in het Brussels Hoofdstedelijk Parlement. Ze ging er deel uitmaken van de commissie Territoriale Ontwikkeling. Ook werd ze afgevaardigd naar het Parlement van de Franse Gemeenschap. In dat laatste parlement werd ze lid van de commissie Onderwijs en zetelde ze vanaf 2020 tevens in de commissie Algemene Zaken en Internationale Betrekkingen, die vanaf 2023 eveneens bevoegd was voor Sport en Onderwijs voor Sociale Promotie. Groppi stelde zich niet meer kandidaat bij de verkiezingen van juni 2024.
Ze stond in Schaarbeek op de 13e plaats op de verkiezingslijst bij de gemeenteraadsverkiezingen van oktober 2024.